# Comté de Solano
Pour les articles homonymes, voir Solano.
Le comté de Solano est un comté de l'État de Californie aux États-Unis. Lors du recensement de 2020, la population du comté s'élève à 453 491 habitants. Son chef-lieu est la ville de Fairfield. Situé au centre de l'État à mi-chemin entre les villes de San Francisco et Sacramento, c'est l'un des onze comtés originaux de l'État.

## Géographie
Selon le Bureau du Recensement des États-Unis, sa superficie totale est de 2 348 km2, dont 2 148 km2 de terre et 201 km2 (soit 8,55 %) de plans d'eau.

### Principales villes
- Benicia
- Dixon
- Fairfield
- Rio Vista
- Suisun City
- Vacaville
- Vallejo

### Axes routiers
Les principaux axes routiers sont:
- Interstate 80
- Interstate 505
- Interstate 680
- Interstate 780
- California State Route 12
- California State Route 37
- California State Route 84
- California State Route 113

## Démographie
| 1850 | 1860  | 1870   | 1880   | 1890   | 1900   |
| ---- | ----- | ------ | ------ | ------ | ------ |
| 580  | 7 169 | 16 871 | 18 475 | 20 946 | 24 143 |

| 1910   | 1920   | 1930   | 1940   | 1950    | 1960    |
| ------ | ------ | ------ | ------ | ------- | ------- |
| 27 559 | 40 602 | 40 834 | 49 118 | 104 833 | 134 597 |

| 1970    | 1980    | 1990    | 2000    | 2010    | 2020    |
| ------- | ------- | ------- | ------- | ------- | ------- |
| 169 941 | 235 203 | 340 421 | 394 542 | 413 344 | 453 491 |